# 中村太亮
中村 太亮（なかむら だいすけ、1985年9月21日 - ）は、日本の声優、舞台俳優。マウスプロモーション所属。

## 来歴
元々声優ではなく、弁護士を目指していたという。高校2年生の時に劇団アルターエゴの芝居を偶然観に行ったという。その時たくさんの声優が出演しており、「声優という職業は、舞台で芝居をしたり、歌を歌ったり、色々なこともやるんだなぁ」と初めて知り、「自分もやってみたい」という一念でこの世界に飛び込む。
初舞台は18歳。2004年、高校を卒業してすぐに劇団アルターエゴへ入団。大学も合格していたが、結局進学しないで、声優の道へ進んだという。中村が抱いていた声優のイメージは漠然としており、「とにかくマイクの前で演技をすればいい」程度しか思っていなかったという。実際初めて現場に立ってみたところ、共演者とのセリフのキャッチボールだったり、様々なことが要求される仕事だということを実感していたという。当時は戸惑いながら、手探りでしてきたという。初主役はテレビアニメ『涼風』の秋月大和役で、回を重ねるごとに、職業としての声優を掴めてきたと思ったという。2011年11月1日に系列の所属事務所ぐるーぷ・インパクトを離れる。3ヶ月間のフリー活動の後、2012年2月1日にケッケコーポレーション所属、2014年6月30日に退団。一ヶ月のフリー期間を経て、2014年8月1日からマウスプロモーション所属になる。

## 人物
趣味・特技はダンス、ものまね、映画鑑賞、音楽鑑賞、料理。
松野太紀には大きく影響を受けたという。初めて観ていた劇団アルターエゴの芝居に松野が出演していたが、歌もダンスも芝居も、全てが「すごい」の一言で、ターニングポイントになったという。
舞台やイベントを一緒に開催しているメンバーとVIKINGというグループを組んでおり、フリー期間であった2014年7月、演出・初脚本の舞台の上演をする。

## 出演
太字はメインキャラクター。

### テレビアニメ
2004年
- テニスの王子様（2004年 - 2012年、一年、甲斐裕次郎） - 2シリーズ
- 遊☆戯☆王デュエルモンスターズGX（N・エア・ハミングバード、山中、チック〈黒蠍-逃げ足のチック〉、赤井 他）

2005年
- おねがいマイメロディ（2005年 - 2006年、部員、立花、小泉元彌） - 2シリーズ
- 涼風（秋月大和）

2006年
- シュガシュガルーン（ランクス）
- 妖怪人間ベム（壁谷健人）
- まもって!ロリポップ（イチイ）
- 人造昆虫カブトボーグ V×V（天野河銀河）

2007年
- 家庭教師ヒットマンREBORN!（2007年 - 2010年、コロネロ）

2008年
- 遊☆戯☆王5D's （ボス）

2012年
- 超訳百人一首 うた恋い。（公達）

2014年
- アイカツ!（男性PR担当、ディレクター、カメラマン、スタッフ、大石たかお）
- 結城友奈は勇者である -結城友奈の章-（ニュースキャスター）

2015年
- NARUTO -ナルト- 疾風伝（ケゴン、トッチ）
- 響け!ユーフォニアム（2015年 - 2016年、吹奏楽部員） - 2シリーズ
- 食戟のソーマ（男子学生D）
- ゴッドイーター（2015年 - 2016年、職員、村人、住民 他）
- 名探偵コナン（2015年 - 2020年、男性店員、走り男）
- 学戦都市アスタリスク（男子生徒C、機械音声）

2016年
- ふうせんいぬティニー（おまわりさん）
- ジョーカー・ゲーム（幼年学校生徒）
- アイカツスターズ!（衣装さん）
- テイルズ オブ ゼスティリア ザ クロス（兵士）

2017年
- 風夏（秋月大和）
- キラキラ☆プリキュアアラモード（店員、店長、スタッフ、猫）
- このはな綺譚（子分、丁稚、カッパの客、客、旅人、ひょっとこ男、高橋、彼氏、なまはげ）
- パズドラクロス（ナレーション）

2018年
- 宇宙戦艦ティラミス（アナウンス、研究員B、テレビ実況、警備員）
- かくりよの宿飯（天狗A、一反木綿B、ダルマB、天神屋従業員C、魚屋B）
- LOST SONG（警護兵、王都兵）

2020年
- どうしても干支にはいりたい2（サメ）

2021年
- バック・アロウ（ハンス・パルディン）
- さんかく窓の外側は夜（研究員）

2022年
- フットサルボーイズ!!!!!（小池）
- トモダチゲーム（黒服）
- 弱虫ペダル LIMIT BREAK（観客）

2023年
- 君は放課後インソムニア（ラジオの音）
- 異世界でチート能力を手にした俺は、現実世界をも無双する〜レベルアップは人生を変えた〜
- 鬼滅の刃（2023年 - 2024年、住人、隊士 他） - 2シリーズ
- 幻日のヨハネ -SUNSHINE in the MIRROR-

2024年
- 声優ラジオのウラオモテ（ディレクター）

2025年
- 勘違いの工房主〜英雄パーティの元雑用係が、実は戦闘以外がSSSランクだったというよくある話〜（衛兵、司祭、ルナの父）
- TO BE HERO X（アナウンサー）

### 劇場アニメ
- ピアノの森（2007年）
- 響け!ユーフォニアム（2016年 - 2019年、吹奏楽部員） - 3作品
- ハイキュー!! 才能とセンス（2017年、志戸平介[53]）
- 映画 キラキラ☆プリキュアアラモード パリッと!想い出のミルフィーユ!（2017年、パティシエ）
- 劇場版 Collar×Malice -deep cover-（2023年） - 前後編[一覧 5]

### OVA
- テニスの王子様 Original Video Animation（2006年 - 2009年、甲斐裕次郎） - 4シリーズ[一覧 6]
- 響け！ユーフォニアム「かけだすモナカ」（2015年、吹奏楽部員） - 第1期Blu-ray第7巻収録番外編

### Webアニメ
- ペンギン娘♥はぁと（2008年、根鯖真、生徒）
- マウスどうぶつえん（2017年、ホオジロザメのだいすけ、野生のサメ）

### ゲーム
2006年
- 剣豪ZERO（沖田総司）

2007年
- 家庭教師ヒットマンREBORN! ドリームハイパーバトル（コロネロ）
- 家庭教師ヒットマンREBORN! フレイムランブル 骸強襲!（コロネロ）
- 家庭教師ヒットマンREBORN! Let's 暗殺!?狙われた10代目（コロネロ）
- テニスの王子様 ドキドキサバイバル〜海辺のSecret〜（甲斐裕次郎）

2008年
- 家庭教師ヒットマンREBORN! 禁断の闇のデルタ（コロネロ）
- 家庭教師ヒットマンREBORN! 狙え!?リング×ボンゴレトレーナズ（コロネロ）

2009年
- 家庭教師ヒットマンREBORN! フレイムランブルX 未来超爆発!!（コロネロ）
- サンデーVSマガジン 集結!頂上大決戦
- テニスの王子様 ダブルスの王子様（甲斐裕次郎）

2011年
- テニスの王子様 ぎゅっと!ドキドキサバイバル 海と山のLove Passion（甲斐裕次郎）

2013年
- X・A・O・C 〜ザオック〜（弥犬族・痩男）

2015年
- アウトディビジョン -刑徒隷僕区-（節田制一）

2016年
- ストリートファイターV（シャドルーの兵士（L）C）
- フィリスのアトリエ 〜不思議な旅の錬金術士〜（ディオン・マイアー）

2018年
- 剣が刻（七太夫長能）

2019年
- ファイアーエムブレム 風花雪月

2020年
- ファイナルファンタジーVII リメイク
- キャプテン翼 RISE OF NEW CHAMPIONS

2024年
- UFOロボ グレンダイザー たとえ我が命つきるとも（林アキラ、民間人、漫画家） - 日本語版
- メタファー：リファンタジオ

2025年
- プロジェクトセカイ カラフルステージ! feat. 初音ミク
- HUNDRED LINE -最終防衛学園-（老人）

### 吹き替え
- 戦争のはらわたII（シュルツ）
- ユーフーしゅつどう (ルディ)

### ラジオ
- テニスの王子様 オン・ザ・レイディオ（2006年 - ）不定期パーソナリティ

### 舞台
- オアシスと砂漠〜Lone on the planet〜
- 劇団アルターエゴ公演
  - Dの呼ぶ声 (天野飛雄役)　
  - 三人姉妹
  - 夏の夜の夢で会いましょう
  - HAKKENDEN 2005
  - 僕のロミオ・僕のジュリエット (Gプ役)
  - リア - LEAR -　(シェイクスピア「リア王」より)
  - 三人の魔女　〜シェイクスピア「マクベス」より〜（ロミオとジュリエット≡パリス役）
- FAKE!!!!!（脚本・演出・出演担当）2014年7月
- FAKE!!!!!!?!!（脚本・演出・出演担当）2015年9月
- 拝啓、明日のぼくへ。（脚本・演出・出演担当）2015年9月

### 音楽CD
- 涼風
  - それゆけカープ（秋月大和）※「涼風ミュージックフィールド2」より
- 家庭教師ヒットマンREBORN!
  - 晴れて極限（コロネロ）※「家庭教師ヒットマンREBORN! 死ぬ気で語れ!そして歌え!」より
  - かてきょー音頭（コロネロ）
  - リボーンぶる〜ッス（コロネロ）※「かてきょー音頭」c/w
  - friend（コロネロ）
- テニスの王子様
  - 太陽（てぃーだ）の島（甲斐裕次郎）
  - バレンタイン・キッス（甲斐裕次郎）
  - 涙そうそう（甲斐裕次郎）
  - 沖縄そばの歌 (比嘉中)
  - CHU-BA-FIGHTER (木手永四郎のアルバム『FAITH』収録)
  - 1 2 3 4 5 Ready Go!（脱帽）
  - Brave heart（テじゃ俺300）
  - Renaissance Earth（甲斐裕次郎）
  - 風ぬままに（学校別アルバム『HIGA SUPER STARS』収録）
  - 比嘉チャンプルー（学校別アルバム『HIGA SUPER STARS』収録）

### ドラマCD
- キスよりも早く（2008年、尾白翔馬）
- 俺様ティーチャー ドラマCD第3弾（2013年、山下匠） - 花とゆめ2013年5号付録
- 抱かれたい男1位に脅されています。2（2015年、カメラマン）
- 劇場版 Fate/stay night [Heaven's Feel] I.presage flower Original Drama CD First Include（2017年、藤村組の若者）
- マウスシアター（2018年 - 2024年）
- 響け！ユーフォニアム 5th Anniversary Disc 〜きらめきパッセージ〜（2021年、吹奏楽部員[57]）
- ラムスプリンガの情景（2022年、チンピラ[58]）
- 偏愛ドラマティック・モンスター（2023年、小林[59]）
- ドメスティックビースト（2024年、師範）

### その他CD
- かるたの王子様3 (甲斐裕次郎)

### DVD
- テニスの王子様シリーズ
  - テニスの王子様100曲マラソン
  - テニプリフェスタ2009
  - テニプリフェスタ2011 in 武道館
  - テニプリフェスタ2013
- ボンゴレ最強のカルネヴァーレ2008〜死ぬ気で集え!in中野サンプラザ〜

### イベント
2008年
- テニスの王子様100曲マラソン（3月16日）
- 家庭教師ヒットマンREBORN!ボンゴレ最強のカルネヴァーレ2008〜in中野サンプラザ〜（5月4日）

2009年
- テニプリフェスタ2009（9月6日）

2011年
- テニプリフェスタ2011in武道館（1月22日・23日）

2013年
- テニプリフェスタ2013（9月15日・9月21日）

2014年
- おとめ☆こまちpresents アニソンLIVE（8月10日）
- 中村太亮10周年アニバーサリーバースデーイベント（9月21日）

### シリーズ一覧
1. ↑  第1期（2004年）、『新テニスの王子様』（2012年）
2. ↑  第1期（2005年）、第2期『〜くるくるシャッフル!〜』（2006年）
3. ↑  第1期（2015年）、第2期『2』（2016年）
4. ↑  第3期『刀鍛冶の里編』（2023年）、第4期『柱稽古編』（2024年）
5. ↑  『前編』（2023年）、『後編』（2023年）
6. ↑  『全国大会篇』（2006年）、『全国大会篇 Semifinal』（2007年）、『全国大会篇 Final』（2008年）、『ANOTHER STORY〜過去と未来のメッセージ』（2009年）